# Деца играят вън
„Деца играят вън“ е български телевизионен игрален филм (детски, комедия, семеен) от 1973 година на режисьора Иванка Гръбчева, по сценарий на Георги Данаилов по неговата едноименна повест, издадена през 1969. Оператор е Георги Георгиев. Музиката във филма е композирана от Борис Карадимчев.
Съдържа три новели.

## Новели
- 1. „Мама, татко и аз“
- 2. „Училището“
- 3. „Лили“[2]

Втората новела, „Училището“, е заснета в софийското 35-о средно училище „Добри Войников“.

## Състав

### Актьорски състав
| Роля                         | Изпълнител           |
| ---------------------------- | -------------------- |
| Юли №1                       | Димитър Ганев        |
| Юли №2                       | Николай Данаилов     |
| Юли №3                       | Огнян Атанасов       |
| майката на Юли №1            | Грета Ганчева        |
| майката на Юли №2            | Людмила Чешмеджиева  |
| майката на Юли №3            | з.а. Невена Коканова |
| бащата на Юли №1             | Иван Андонов         |
| бащата на Юли №2             | Светослав Пеев       |
| бащата на Юли №3             | Светозар Неделчев    |
| дядото на Юли №1             | Петър Слабаков       |
| учителят на Юли №2           | Стойчо Мазгалов      |
| Георгиева (в III новела)     | Росица Данаилова     |
| Георгиев (в III новела)      | Янко Янков           |
| учителят по немски на Юли №2 | Георги Русев         |
|                              | В епизодите          |
| Лили (в III новела)          | Нели Топалова        |
|                              | Петя Миладинова      |
|                              | Алеко Кочев          |
|                              | Ивайло Гюров         |
|                              | Ламби Кондов         |
|                              | Лазар Груев          |
|                              | Румен Младенов       |
|                              | Александър Топузов   |
|                              | Слава Димитрова      |
|                              | Николай Спасов       |
|                              | Емил Здравков        |
|                              | Михаил Михов         |
|                              | Георги Цолов         |
|                              | Николай Господинов   |

### Творчески и технически екип
| Сценарий                    | Георги Данаилов                              |
| Редактор                    | Евгени Константинов                          |
| Режисьор                    | Иванка Гръбчева                              |
| Оператор                    | Георги Георгиев                              |
| Музика                      | Борис Карадимчев                             |
| Звукооператор               | Веселин Цолевски                             |
| Монтаж                      | Елена Димитрова                              |
| Художник                    | Милко Маринов                                |
| Костюми                     | Ева Йорданова                                |
| Оператор комбинирани снимки | Илия Балсамаджиев                            |
| Асистент-режисьори          | Венета Станева Екатерина Петрова Васил Щерев |
| Асистент-оператори          | Любомир Калевски Николай Иванов              |
| Фотограф                    | Йосиф Кривошиев                              |
| Грим                        | Пенка Манова                                 |
| Организатори                | Ясен Маринов Найден Стефанов                 |
| Директор                    | Иван Кордов                                  |